# Saliès
Saliès är en kommun i departementet Tarn i regionen Occitanien i södra Frankrike. Kommunen ligger i kantonen Albi-Sud som tillhör arrondissementet Albi. År 2022 hade Saliès 816 invånare.

## Befolkningsutveckling
Antalet invånare i kommunen Saliès
| Referens: INSEE |